# Rudgea interrupta
Rudgea interrupta là một loài thực vật có hoa trong họ Thiến thảo. Loài này được Benth. miêu tả khoa học đầu tiên năm 1850.